# 다운로드
다운로드, 또는 내려받기(download, 문화어: 내리적재)는, 컴퓨터 네트워크에서 로컬 시스템이 원격 시스템으로부터 데이터를 받는 것, 또는 그러한 데이터 전송을 하는 것이다. 내려받기를 할 수 있는 원격 시스템으로는 웹서버, FTP서버, 전자우편서버 등이 있다.
명사로서의 내려받기는 내려받도록 제공된 파일이나 이미 다운로드된 파일, 혹은 그러한 파일을 전송받는 과정을 의미한다.
일반적으로 내려받기와 깔기·설치의 의미를 잘못 이해하고 헷갈리는 경우가 있으며, 두가지 의미를 잘못 결합하여 사용하기도 한다.

## 정의

다운로드 데이터는 제공자로부터 올려보내져서 최종 사용자에게 내려받아진다

내려받기와 내려받기의 관련 개념인 스트리밍은 다름이 있다. 스트리밍은 데이터를 전송받는 도중에 전송받은 데이터를 거의 즉시 사용하며, 보통 데이터를 오랜 기간 저장하지 않는다. 하지만 다운로드는 데이터를 전부 다 전송받은 뒤 사용할 수 있다. 또한 유튜브와 같이 미디어를 스트리밍하거나 브라우저 상에 미디어를 보여주는 사이트들에서 내려받기를 지원하지 않는 경우가 점점 늘어나고 있는데, 이런 경우 내려받기는 단순히 정보를 받는 것이 아닌 받아서 저장하는 것을 의미한다.

## 저작권
적절한 권한 없이 저작권이 있는 콘텐츠를 다운로드하는 행위는 저작권을 침해한다.

## 같이 보기
- 업로드
- 사이드로드
- 대역폭
- FTP
- 메타링크
- 음악 다운로드
- P2P